# Ronninghausen
Ronninghausen ist ein Weiler der Hansestadt Medebach im Hochsauerlandkreis (NRW).

## Geschichte
Urkundlich erwähnt wurde Ronninghausen erstmals im Jahr 1362 im Güterverzeichnis des Klosters Glindfeld. Im 18. Jahrhundert ersteigerte der Mönch Anton Vogt mehrere Gemälde in Glindfeld.

## Beschreibung
Im Mittelpunkt des Weilers befindet sich das Gut Ronninghausen. Die Klärbecken liegen in der Straße namens Roninghausen, welche vor dem fast gleichnamigen Weiler liegt. Ronninghausen liegt in der Medebacher Bucht, welche eine große Artenvielfalt und vielfältige Landschaft beinhaltet. 